# Saga Pearl II
Die Saga Pearl II war ein zuletzt von Saga Cruises eingesetztes Kreuzfahrtschiff. Das Schiff war unter dem Namen Astor in den Jahren 1983/84 Drehort der in Deutschland populären Fernsehserie Das Traumschiff, und als Arkona 1990 der DFF-Fernsehserie Luv und Lee.

## Geschichte
Am 16. Dezember 1980 lief das Schiff bei den Howaldtswerken-Deutsche Werft AG in Hamburg mit der Baunummer 165 (Bauname Hammonia) für die HADAG Cruises Lines AG vom Stapel.
Während der Ausrüstungsarbeiten verursachte ein vergleichsweise harmloser Brand an Bord erhebliche Rauch- und Wasserschäden. Diese Schäden führten zu einer Verzögerung der Jungfernfahrt des Schiffes. Ab dem 24. November 1981 fand in der Nordsee die erste Probefahrt statt. Nach der Erprobung wurde das Schiff am 4. Dezember 1981 unter dem Namen Astor an die KG Kymo Verwaltungs-Gesellschaft für Schiffsbeteiligungen mit Sitz in Hamburg abgeliefert. Das Schiff kam unter deutscher Flagge mit Heimathafen Hamburg in Fahrt. Zunächst wurde das Schiff an die KR HADAG Seetouristik und Fährdienst AG als Kreuzfahrtschiff verchartert. Das Schiff wird häufig mit der 1987 in Dienst gestellten Astor verwechselt, dem Nachfolgeschiff mit dem erneut vergebenen Namen.
Die erste Reise führte mit geladenen Gästen ab Hamburg nach Le Havre, Málaga und Genua.
Um den gänzlichen Konkurs der HADAG abzuwenden, wurde das Schiff am 14. Oktober 1983 an die Reederei South African Marine Corp. Ltd. in Kapstadt verkauft. Das Schiff wurde am 7. Februar 1984 in Hamburg übergeben. In der Bauwerft wurden anschließend umfangreiche Umbau- und Modernisierungsarbeiten vorgenommen, sodass das ursprünglich für 638 Passagiere gebaute Schiff nur noch für 530 Passagiere zugelassen war. Diese Umbauarbeiten waren mit dem Auslaufen am 1. April 1984 nach Südafrika via Southampton beendet. Ab dem 1. Juli 1984 fuhr das Schiff unter der Flagge der Bahamas mit Heimathafen Nassau.
Mit dem 29. August 1985 übernahm der VEB Deutfracht/Seereederei Rostock (DSR) für 165 Millionen DM das Schiff und stellte es unter dem Namen Arkona für den Feriendienst des FDGB der DDR in Dienst. Vorher war die Deutsche Westafrika-Linie mit Sitz in Kiel, eine Tochtergesellschaft der Deutschen Afrika-Linien, kurzzeitig Eigentümer des Schiffes, da die DDR keine direkten Beziehungen zu Südafrika wünschte. Vor der Umflaggung wurde das Schiff bei der Howaldtswerke-Deutsche Werft (HDW) für drei Millionen D-Mark überholt. Bis heute gibt es Meinungen, dass der Verkauf des Schiffes an die DDR Teil eines geheimen Dreiecksgeschäfts zwischen Südafrika, der DDR und der HDW war, das maßgeblich durch die schleswig-holsteinische Landesregierung bzw. deren Ministerpräsident Uwe Barschel beeinflusst bzw. eingefädelt wurde und bei dem bis zu 150 Millionen DM Schmiergeld geflossen sein sollen. Die DDR kam dadurch günstig zu einem Kreuzfahrtschiff, das wegen seiner Apartheidpolitik unter Waffenembargo stehende Südafrika an U-Boot-Pläne und die wirtschaftlich angeschlagene HDW, die zu 25,1 % im Besitz des Landes Schleswig-Holstein war, erhielt dringend benötigte Aufträge.
Die Arkona ersetzte die im gleichen Jahr von der DDR verkaufte Völkerfreundschaft. Neben Urlaubsfahrten mit DDR-Bürgern in der Ostsee und nach Kuba wurde sie hauptsächlich an westliche Reiseveranstalter zur Erwirtschaftung dringend benötigter Devisen verchartert. Im DDR-Volksmund lief damals der Witz um:
"Dieses Jahr haben wir das Traumschiff gekauft, nächstes Jahr kaufen wir dann die Schwarzwald-Klinik."
Nach der deutschen Wiedervereinigung 1990 fuhr das Schiff wieder unter bundesdeutscher Flagge. 1998 wurde das Schiff von Arkona Touristik gekauft und kam unter der Flagge Liberias mit Heimathafen Monrovia in Fahrt. 2002 wurde das Schiff unter dem neuen Namen Astoria mehrjährig an den Bremer Veranstalter Transocean Tours verchartert. Von Anfang 2007 bis Mitte 2009 war die niederländische Club Cruise Entertainment and Travelling Services Europe Eigentümer. Nach Insolvenz dieses Unternehmens wurde das mit Maschinenschaden in Barcelona liegende Schiff im Juli 2009 nach Gibraltar geschleppt und dort im August versteigert.
Nach einem Umbau für rund 14 Millionen Pfund Sterling kam das Schiff ab Mitte März 2010 nun für rund 450 Passagiere unter dem Namen Saga Pearl II unter der Flagge der Bahamas bei Saga Cruises zum Einsatz. Ab März 2012 fuhr es unter der Flagge Maltas. Im Mai 2012 wurde das Schiff in Quest for Adventure umbenannt und diente als Ersatz für die Spirit of Adventure für die konzerninterne Marke Spirit of Adventure Cruises. Ende 2013 bekam es mit der Einstellung der Marke wieder seinen vorherigen Namen Saga Pearl II.
Am 11. April 2019 stellte Saga Cruises das Schiff in Portsmouth außer Dienst und ersetzte es im selben Jahr durch den Neubau Spirit of Discovery. Im selben Monat wurde es von dem griechischen Geschäftsmann Miltos Kambourides gekauft, es sollte auf der Koros-Werft zu einer Privatyacht umgebaut werden, wurde jedoch in Ambelakia auf der griechischen Insel Salamis aufgelegt.
2022 wurde das Schiff zur Verschrottung im türkischen Aliağa verkauft. Am 23. Juli 2022 verließ das Schiff unter dem Namen Pearl Griechenland im Schlepp der Christos XLIII, der Schleppzug erreichte wenige Tage später Aliağa.

## Galerie

Bilder
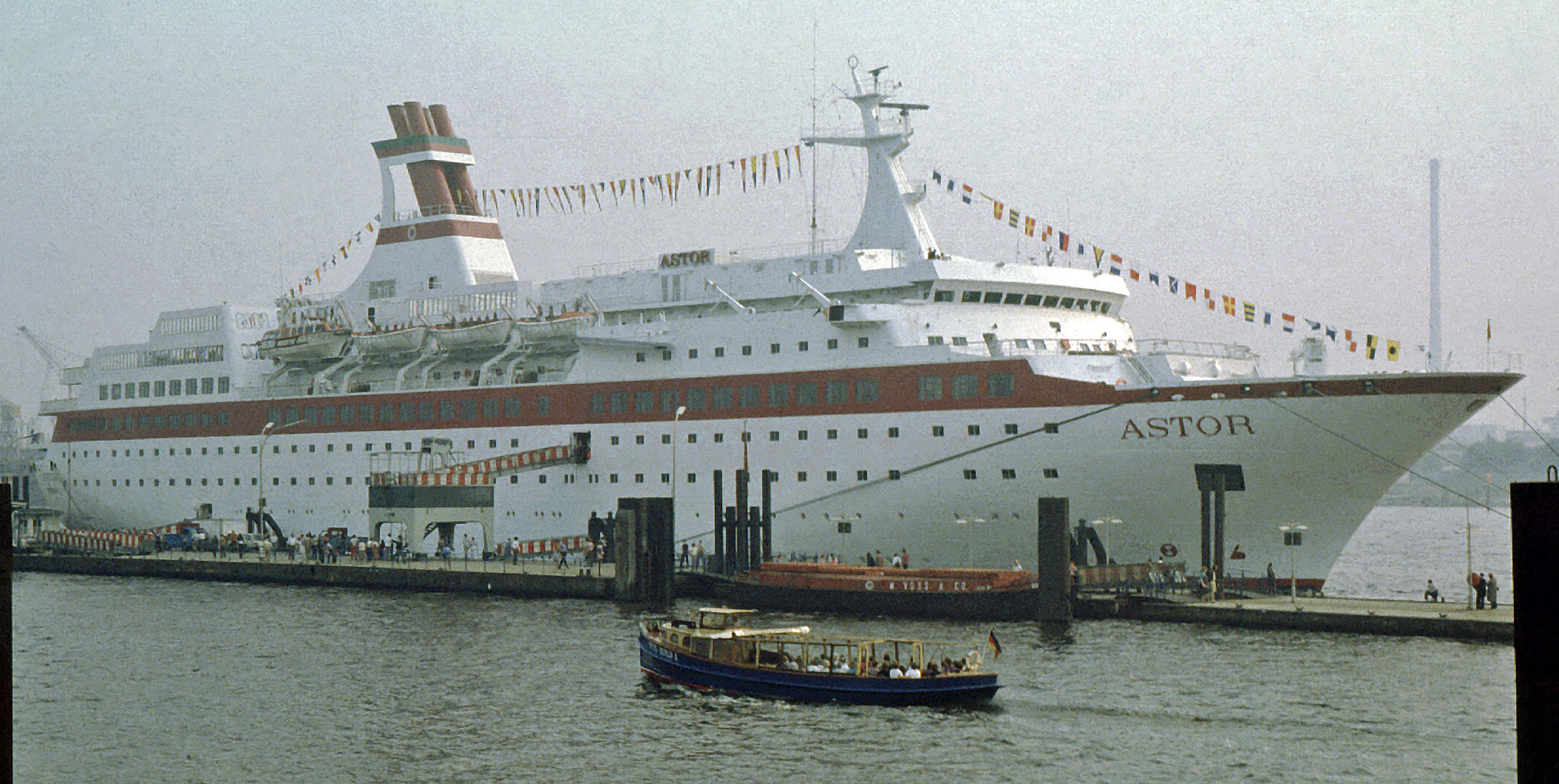
Astor an der Überseebrücke in Hamburg (1983)
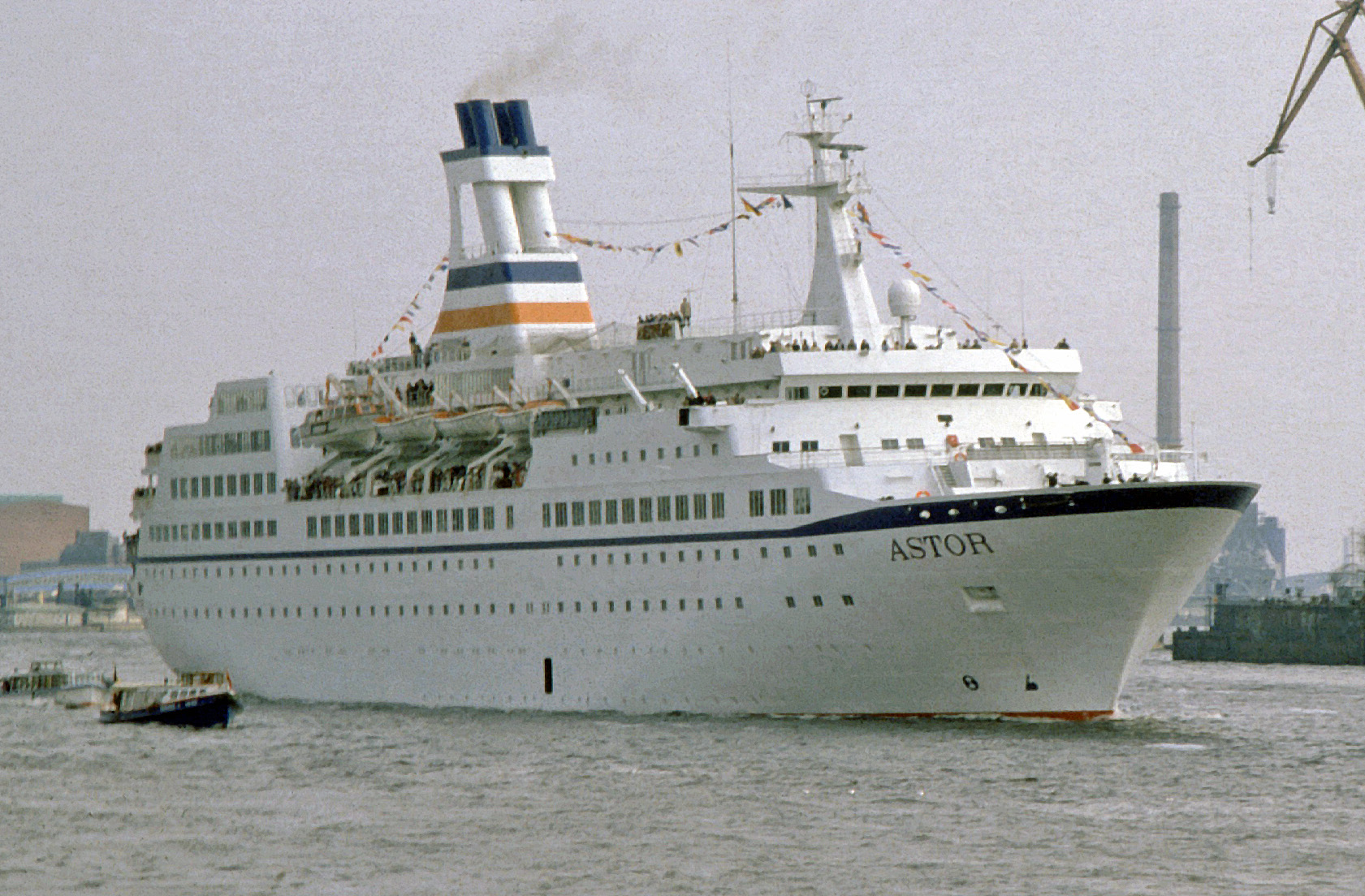
Astor in Farben der Safmarine in Hamburg (1984)
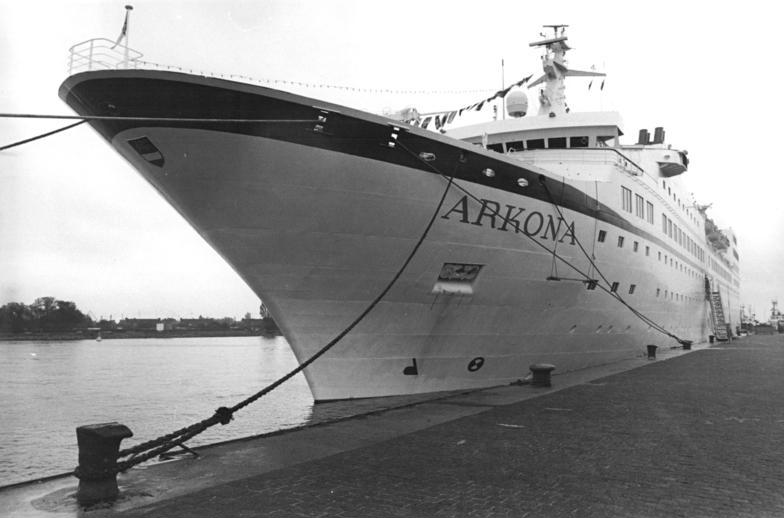
Die Arkona vor dem Auslaufen aus Rostock
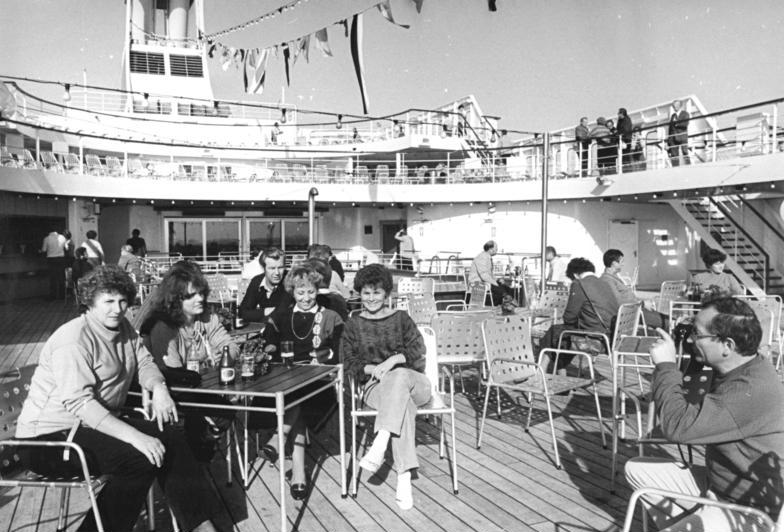
Sonnendeck (1985)
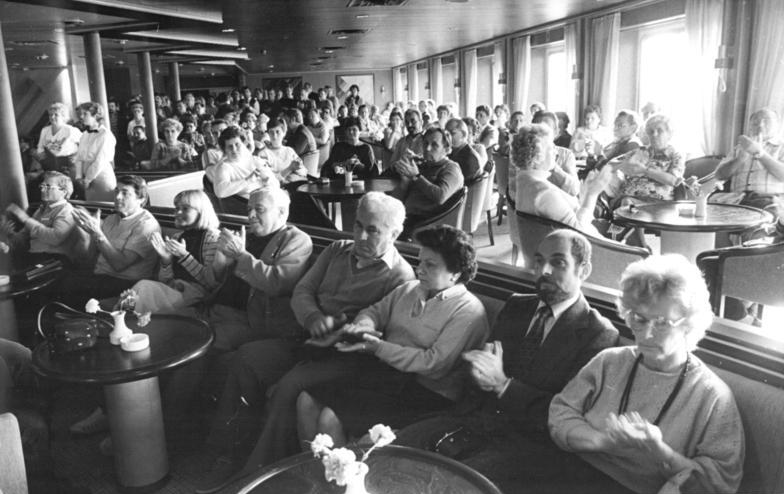
Salon (1985)
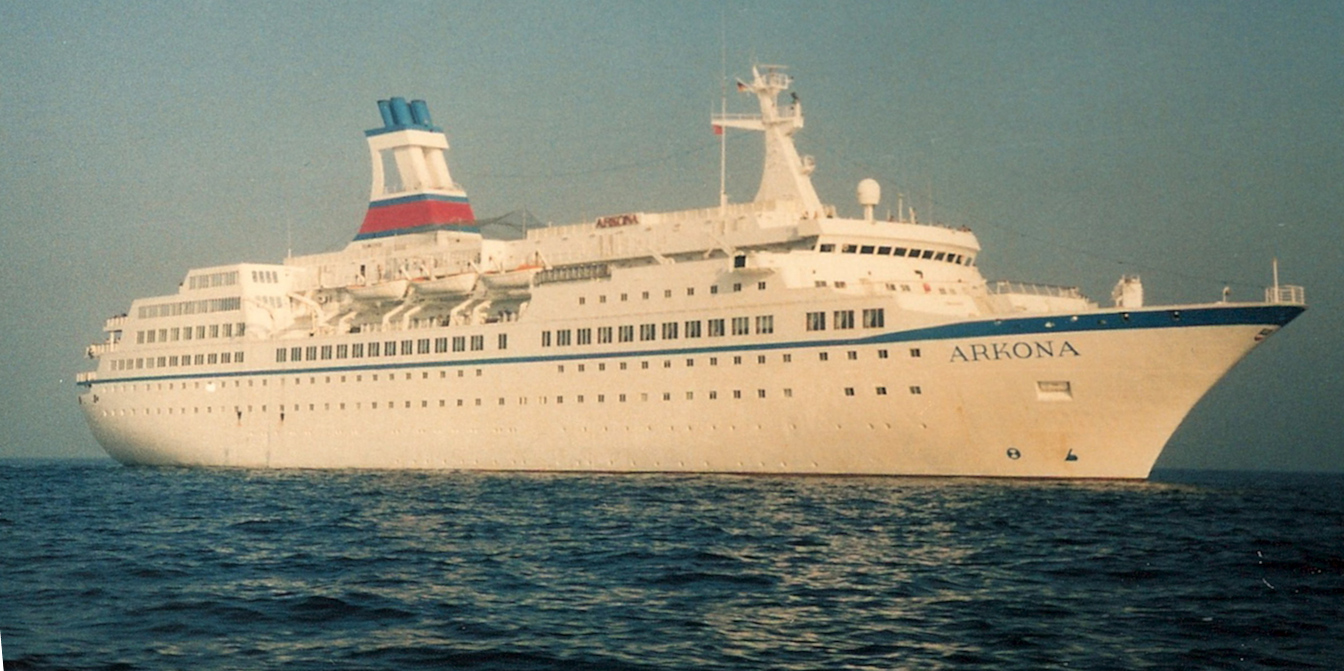
Die Arkona auf Ostsee-Fahrt (1989)
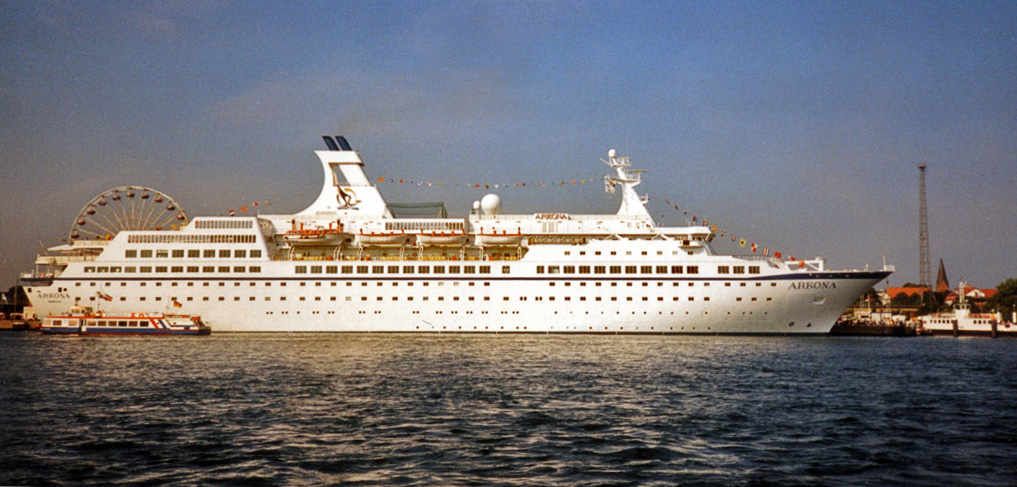
Arkona in Warnemünde (1999)
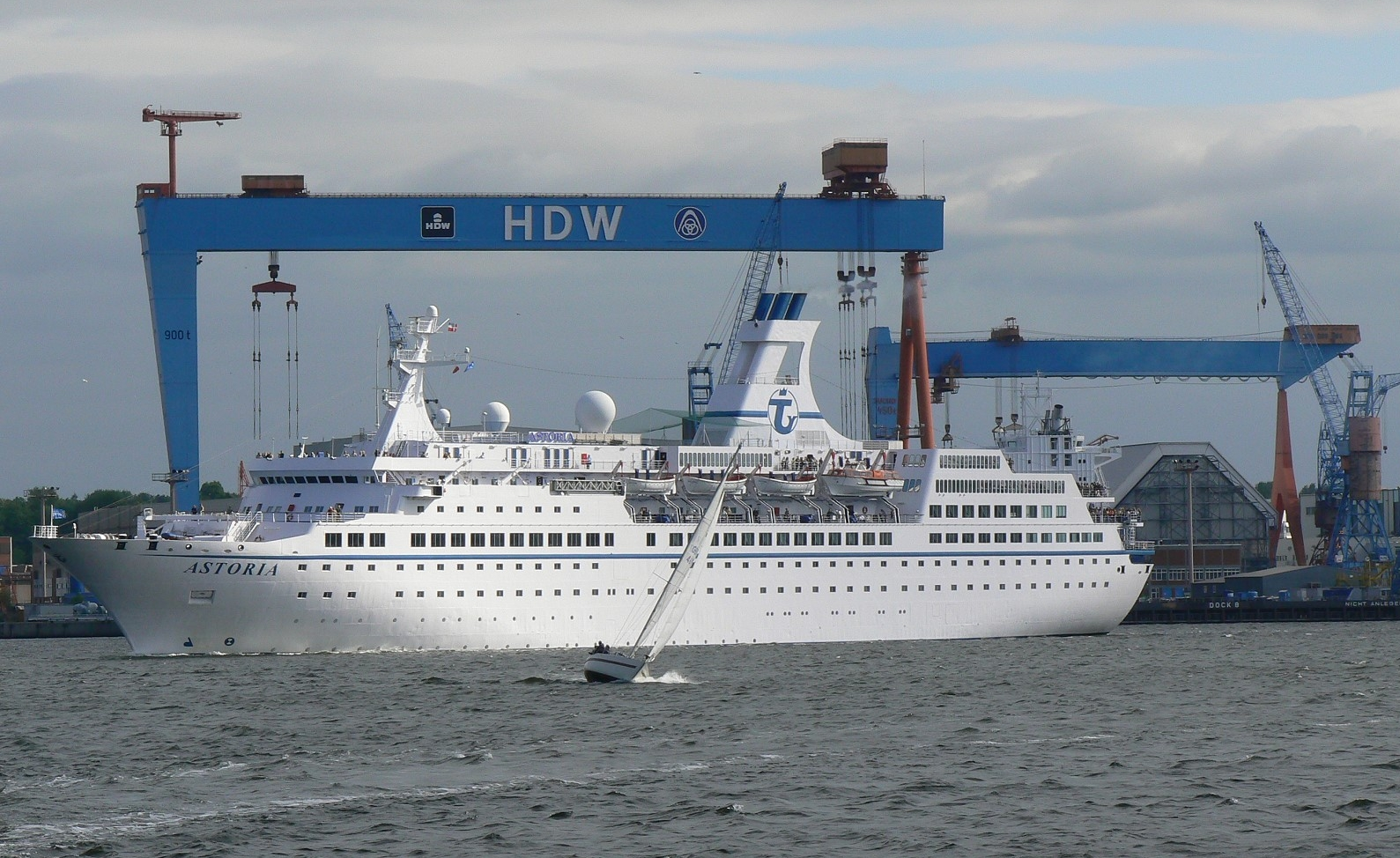
Astoria in Kiel (2007)
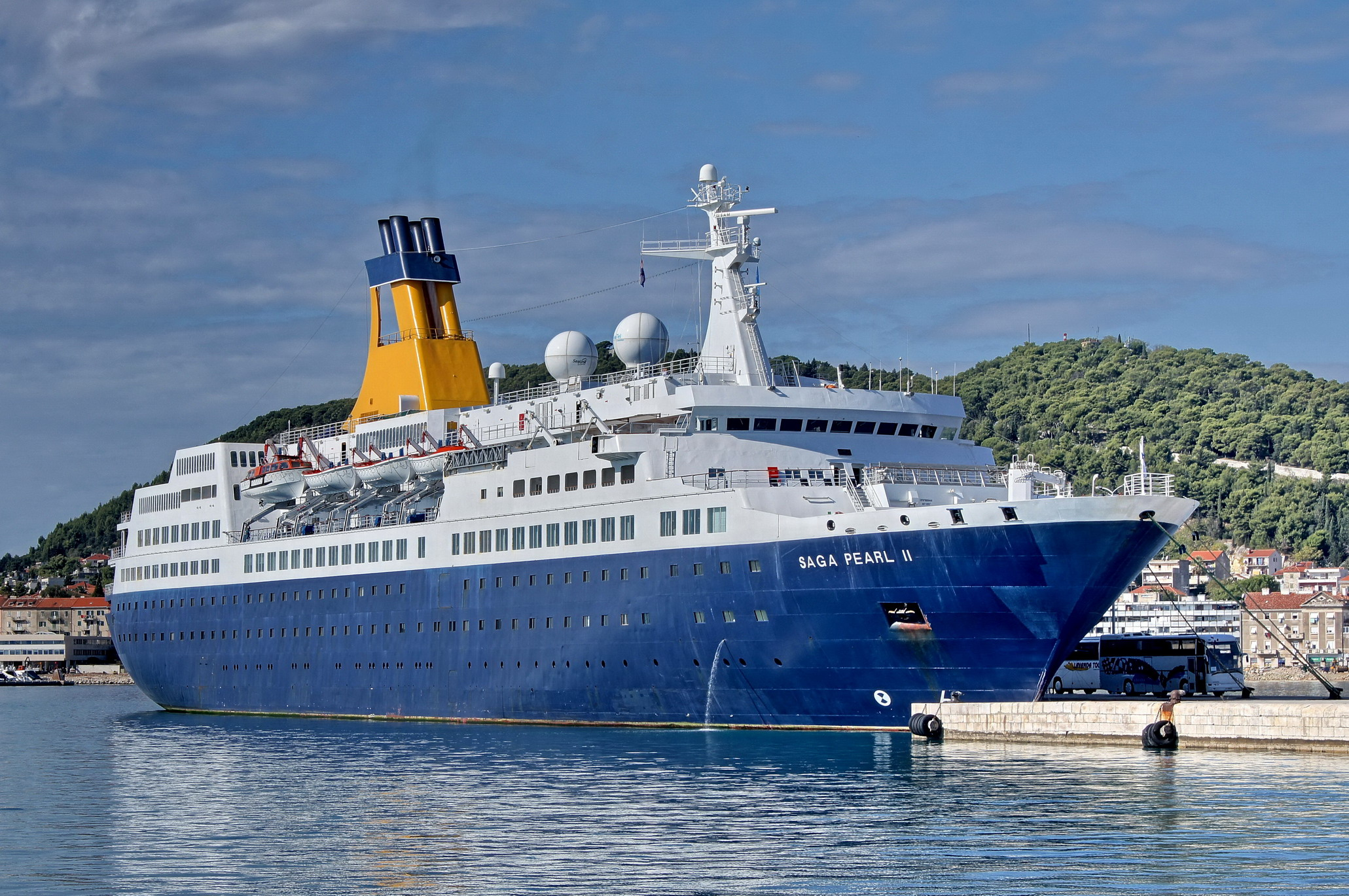
Saga Pearl II in Split (2011)
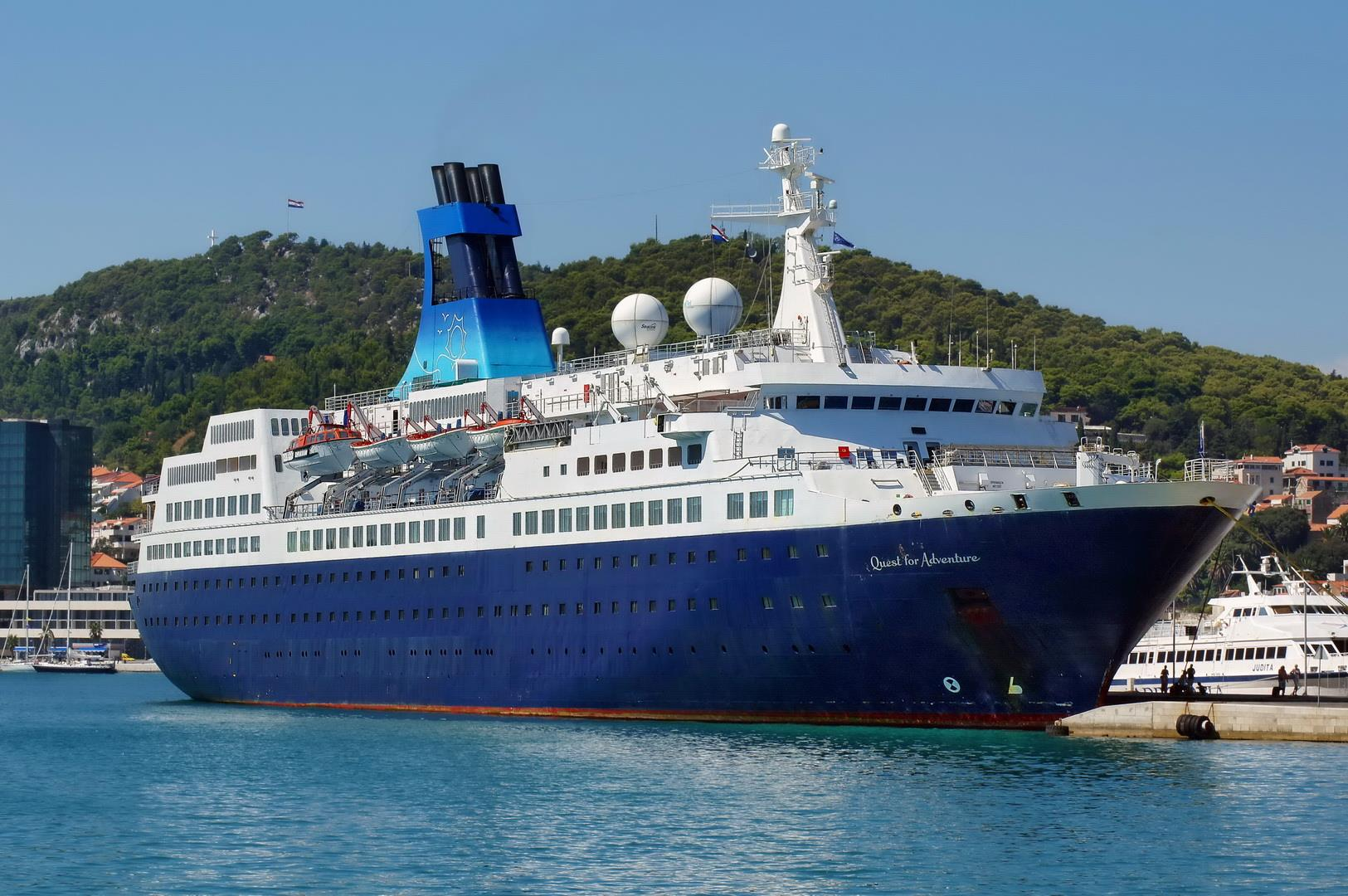
Quest for Adventure in Split (2013)

## Trivia
Das Schiff wird häufig mit einem 1987 gebauten Schiff verwechselt, das ebenfalls den Namen Astor trug und der späteren Saga Pearl II sehr ähnlich war.
In der Traumschiff-Episode Argentinien aus dem Jahre 1998 mit ihrer Nachfolgerin Berlin hat die damalige Arkona mehrere Gastauftritte, u. a. liegen beide Schiffe im Intro nebeneinander. Im Hafen von Buenos Aires ist der Schriftzug Arkona am Bug des Schiffs deutlich zu erkennen und dass die Passagiere den Dreharbeiten folgen.